# Дорошенко Наталія Михайлівна
Наталка Дорошенко (до шлюбу Васильченко, псевдоніми і криптоніми Н. Д — о, Н. Д — ко; 1 серпня 1888, Ніжин, нині Чернігівська область, Україна — 16 жовтня 1970, Мюнхен, Німеччина) — українська драматична акторка, громадська діячка, театральна організаторка та режисерка. Активна учасниця Катеринославської «Просвіти» (1910 — 1913). Зрідка виступала у пресі. Організувала народні театри в Києві, Катеринославі та околицях, зокрема, серед робітників. Протягом 1917—1918 рр. — членкиня Театральної Ради в Києві, одна з організаторів Державного Драматичного театру. На еміграції організувала українські драматичні студії у Празі і Варшаві.

## Життєпис
Народилася 1 серпня 1888 року в Ніжині.
Закінчила Київську музично-драматичну школу М. Лисенка.
Була одружена з українським істориком Дмитром Дорошенком.

### Діяльність у Катеринославській «Просвіті»
Зі спогадів Наталки Дорошенко про Антона Синявського:

«Я теж у 1909 р. закінчила школу Лисенка і підписала контракт на сезон 1909/1910. Школа заарендувала Народний Лукіанівський театр у Деміївці, і моя приятелька М. М. Старицька запропонувала мені грати драматичних героїнь. Через те я не могла поїхати з своїм чоловіком до Катеринослава. В 1910 р. я переїхала в Катеринослав і першим моїм ділом було зробити візит панству Синявських… Я зразу з головою пірнула в громадську працю в „Просвіті“ у Катеринославі і у філіях катеринославської „Просвіти“, тобто — у Мануйлівці по той бік Дніпра і в Діївці по сей бік Дніпра. У Катеринославі була таємна організація „Товариство українських поступовців“ (ТУП). Центр цієї організації знаходився у Києві. До ТУПу в Катеринославі належали: А. Ст. Синявський, інж. Ів. Мих. Труба, Юхим Павловський, головний лікар Червоного Хреста; проф. В. О. Біднов, Є. С. Вировий і ми обоє з чоловіком. Може, ще хтось належав, та я, на жаль, не можу пригадати. Збори ТУПу відбувались у нас, у Павловських і Труби».

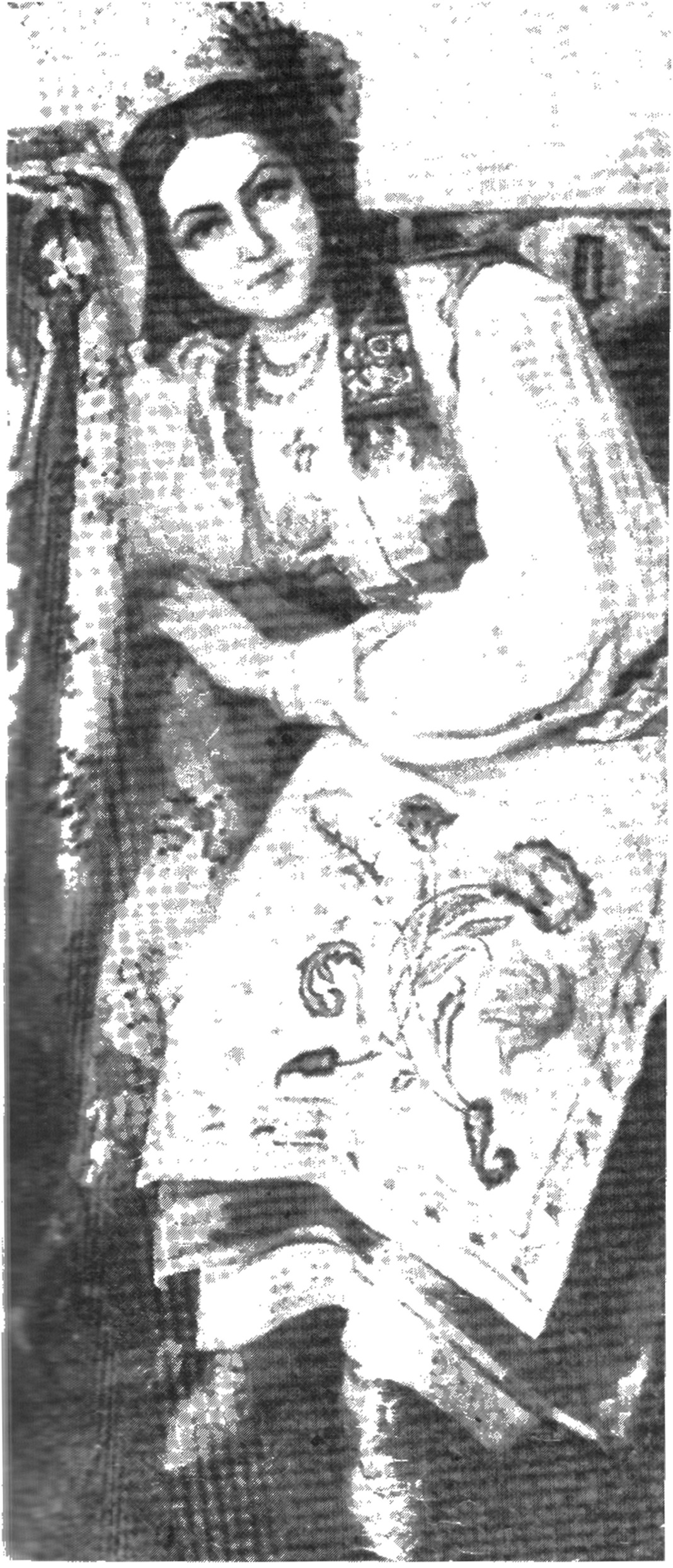
Портрет Наталі Дорошенко, 1912. Худ. В. Коренєв. (Дніпропетровський художній музей).

Як свідчать архівні матеріали, канцелярія катеринославського губернатора не дала дозволу Наталії Дорошенко прочитати 13 лютого 1911 у Мануйлівській «Просвіті» публічну лекцію «Про Марка Вовчка». В Державному архіві Дніпропетровської області збереглася складена рукою Дмитра Дорошенка програма лекції «Марко Вовчок і її твори». Дорошенко мала також прочитати після лекції оповідання Марка Вовчка «Горпина». На проханні бюрократична резолюція: «Чи зареєстрована філія? Відмовити!».
У «Словнику українських псевдонімів» О. Дея (1969) подано один криптонім Н. Д-о, під яким Наталія Дорошенко друкувалася в журналі «Життя і знання» (1933). Тим часом було виявлено ще один криптонім Н. Д-ко, яким підписано статтю-спогад «На похороні М. М. Коцюбинського» («Дніпрові хвилі». — Катеринослав. — 1913. —№ 9, —С. 153—155). Катеринославська «Просвіта» делегувала Наталку Дорошенко провести М. Коцюбинського «в далеку і вічну дорогу…». Замість вінка на домовину письменника вона поклала від імені «Просвіти» 20 карбованців у фонд побудови надгробного пам'ятника М. Коцюбинському. Цінність репортажу Наталки Дорошенко у поданих нею по свіжих слідах фактах утисків щодо українського класика і по його смерті. Було заборонено промови на похороні Коцюбинського, спів хору семінаристів.

«Заборонено все, що можна було заборонити», — з сумом писала Д. І все ж «Народу була сила! Біля трьох тисяч — не дивлячись на те, що не було ніяких оповісток, а місцева газета навіть платного звичайного оголошення, коли буде похорон, не захотіла надрукувати».

Спогад Наталки Дорошенко, звісно, не друкувався в радянських виданнях (авторка емігрувала, чоловік був гетьманським міністром), хоча саме в збірнику «Спогади про Михайла Коцюбинського» (Вид. 2, доповнене. — К.: «Дніпро». — 1989) бракує такого детального опису похорону класика й обстановки навколо нього.
На загальних річних зборах Мануйлівської «Просвіти» 2 лютого 1913 Наталка Дорошенко обрана кандидаткою до ради. Виконувала головну роль у виставі «Наймичка» І. Карпенка-Карого, поставленій 1913 драматичною секцією Мануйлівської «Просвіти». Виставу показано не лише в Мануйлівці, але і в Катеринославі, в польському клубі «Огніско» (будинок на розі нинішніх вулиць Т. Шевченка і К. Лібкнехта). Міська публіка дивилася «Наймичку» 17 лютого 1913. На думку рецензента «Дніпрових хвиль», «д(обродій)ка Дорошенко своєю натуральною, щирою грою змалювала постать безрідної, безталанної дівчини-наймички дуже яскраво і захопила глядачів».
12 травня 1913 під режисурою і за участю Наталки Дорошенко у Діївській «Просвіті» поставлено п'єсу «Безталанна». Вистава мала надзвичайний успіх і зразу здобула популярність. 22 травня того ж року знову поставлено «Наймичку». «Вистава мала значний успіх художній і матеріальний». На загальних зборах Катеринославської «Просвіти» 22 вересня 1913 Наталка Дорошенко обрана разом з чоловіком, Д. Дорошенком, почесним членом Катеринославської «Просвіти».
На початку літа 1913 виїхала з Катеринослава. «Дніпрові хвилі» у зв'язку з цим зазначали, що Наталка Дорошенко «на протязі чотирьох літ поклала багато сил у театральні вистави як у Катеринославі, так і особливо в Мануйлівській та Діївській філіях „Просвіти“, організуючи місцеві драматичні сили».
Наталка Дорошенко приятелювала з Дмитром Яворницьким, листувалася з ним (збереглося 6 її листів до історика), перебравшись 1913 до Києва. Під час тяжкої хвороби заповіла йому зібрані українські реліквії. Музеєві ім. Поля, очолюваному Яворницьким, запропонувала свій улюблений національний костюм, детальний опис якого в листі до нього відповідає вбранню на її портреті (1912), виконаному катеринославським митцем В'ячеславом Кореневим (1871–1952). Портрет зберігається у фондах Дніпропетровського художнього музею.

### Перша світова війна
Під час Першої світової війни подружжя Дорошенків опікувалося галичанами і пораненими воїнами. Письменниця Галина Журба згадувала про цілковитий розгром українства з початком Першої світової війни у Києві, коли було закрито українські видання, редактора П. Богацького заарештовано і заслано у Наримський край. Існував тільки «Український клуб», в якому влаштовано воєнний лазарет і цим урятовано від ліквідації. 

«Видужавши, вояки вертаються на фронт з добрим багажем свідомості й везуть її іншим. Найжвавішу діяльність з акторів виявила Наталка Дорошенко, дружина Дмитра Дорошенка. Вояки її обожнювали». 

— (Галина Журба. Від «Українсь-хати» до «Музагету»).
У 1917 — 1918 Наталка Дорошенко була членкинею театральної Ради в Києві, одна з організаторок Державного Драматичного театру, в якому з успіхом виступала в драматичних і героїчних ролях. 

### Життя на еміграції і смерть
З 1920 — на еміграції, виступала як декламаторка, її зусиллями створені українські драматичні студії в Празі й Варшаві. Після смерті 1951 чоловіка Наталка Дорошенко останні роки життя в еміграції жила сама, про що я свідчить її лист до Наталі Павлушкової від 24 квітня 1963, наведений у книжці Юрія Семенка «Наталя Павлушкова» (Львів, 1999):

«Життя моє дуже сумне: слаба, стара, самітня і не забезпечена... Я маю окрему кімнату, на жаль, без ванни. Мене убиває самота. Це найтяжча недуга».

Заупокійна служба Божа по Наталії Дорошенко була відправлена 21 жовтня 1970 в українській православній церкві в Людвігсфельді. Похорон відбувся того ж дня в Мюнхені на цвинтарі «Вальдфрідгоф» (стара частина, ділянка 71) поруч із чоловіком.